# Garry Cook
Garry Peter Cook (Reino Unido, 10 de enero de 1958) es un atleta británico, especializado en la prueba de 4x400 m en la que llegó a ser medallista de bronce mundial en 1983 y subcampeón olímpico en 1984.

## Carrera deportiva
En el Mundial de Helsinki 1983 ganó la medalla de bronce en los relevos 4x400 metros, con un tiempo de 3:03.53 segundos, tras la Unión Soviética y Alemania Occidental, siendo sus compañeros de equipo: Ainsley Bennett, Todd Bennett y Philip Brown.
Al año siguiente, en las Olimpiadas de Los Ángeles 1984 ganó la plata en la misma prueba,